# Deutsche Mannschaftsmeisterschaften Schwimmen (Frauen) 2018
Der Ligenwettbewerb Deutsche Mannschaftsmeisterschaften Schwimmen, kurz DMS, der Frauen wurde 2018 im Januar und Februar ausgetragen. Der SV Würzburg 05 konnte seinen Titel aus dem Vorjahr erfolgreich verteidigen.

## 1. Bundesliga
Der SV Würzburg 05 verteidigte im Essener Sportbad am Thurmfeld seinen Titel aus dem Vorjahr erfolgreich. In die untergeordnete 2. Bundesliga stiegen zur Folgesaison der SV Halle sowie nach einem Jahr die Wassersportfreunde von 1898 Hannover ab, im Gegenzug stiegen in die 1. Bundesliga die SSG Leipzig und Vorjahresabsteiger SG Stadtwerke München auf.
Für die punktbeste Einzelleistung der Meisterschaft sorgte Sarah Köhler aus Frankfurt mit ihren 917 Punkten über 400 m Freistil.

### Modus
Im Wettkampf der 1. Bundesliga, an der 12 Mannschaften teilnahmen, wurde auf einer 25-m-Bahn an zwei aufeinanderfolgenden Tagen in drei Abschnitten jeweils das komplette olympische Programm geschwommen. Deutscher Mannschaftsmeister wurde die Mannschaft mit der höchsten Gesamtpunktzahl (berechnet anhand der FINA-Punktetabelle). Die zwei letztplatzierten Mannschaften der 1. Bundesliga (Plätze 11 und 12) stiegen in die 2. Bundesliga ab. Eine Schwimmerin durfte nur in fünf Wettkämpfen starten, wobei eine Schwimmstrecke nur im Falle eines Nachschwimmens wiederholt werden durfte. Der Start im Nachschwimmen wurde auf die Anzahl der Starts der Schwimmerin angerechnet.

### Zeitplan
| Zeitplan                 | Zeitplan  | Zeitplan     |
| ------------------------ | --------- | ------------ |
| Samstag: 3. Februar 2018 | 10.00 Uhr | 1. Abschnitt |
| Samstag: 3. Februar 2018 | 15.00 Uhr | 2. Abschnitt |
| Sonntag: 4. Februar 2018 | 10.00 Uhr | 3. Abschnitt |

### Abschlusstabelle
| Platz | Mannschaft                               | Gesamt Punkte | 1. Abschnitt Punkte | 2. Abschnitt Punkte | 3. Abschnitt Punkte |
| ----- | ---------------------------------------- | ------------- | ------------------- | ------------------- | ------------------- |
| 01.   | SV Würzburg 05 (M)                       | 28.250        | 9.439               | 9.353               | 9.458               |
| 02.   | SG Essen                                 | 27.238        | 9.247               | 8.854               | 9.137               |
| 03.   | SV Nikar Heidelberg                      | 26.994        | 8.764               | 8.947               | 9.283               |
| 04.   | SG Frankfurt                             | 26.489        | 8.799               | 8.764               | 8.926               |
| 05.   | Wasserfreunde Spandau 04                 | 25.864        | 8.650               | 8.738               | 8.476               |
| 06.   | SG Dortmund                              | 25.303        | 8.481               | 8.486               | 8.336               |
| 07.   | SSG Saar Max Ritter                      | 25.230        | 8.610               | 8.228               | 8.392               |
| 08.   | Potsdamer SV (N)                         | 25.134        | 8.429               | 8.146               | 8.559               |
| 09.   | SG Neukölln Berlin                       | 25.114        | 8.296               | 8.459               | 8.359               |
| 10.   | SC Magdeburg                             | 24.705        | 8.396               | 8.371               | 7.938               |
| 11.   | SV Halle                                 | 24.189        | 8.261               | 8.153               | 7.775               |
| 12.   | Wassersportfreunde von 1898 Hannover (N) | 21.412        | 6.879               | 7.565               | 6.968               |

 Deutscher Mannschaftsmeister

 Absteiger in die 2. Bundesliga 2019

(M) Deutscher Mannschaftsmeister 2017

(N) Aufsteiger aus der 2. Bundesliga 2017

### Die Meistermannschaft
| 1.                      | SV Würzburg 05 |
| Logo vom SV Würzburg 05 | Zsuzsanna Jakabos, Zsofia Petra Kurdi, Lena Kalla, Monika Ollè, Leonie Antonia Beck, Fanni Gyurinovics, Alina Hennl, Carolin Dorfner, Julia Dammann, Dorottya Dobos - Trainer: Stefan Lurz |

## 2. Bundesliga
Die zwei punktbesten Mannschaften aus der 2. Bundesliga und damit Aufsteiger in die 1. Bundesliga, kamen aus der Staffel Süd und waren die SSG Leipzig und die SG Stadtwerke München.

### Modus
Der Wettkampf der 2. Bundesliga war ausgelegt für je 12 Mannschaften in den Ligen Nord, West und Süd. Auf einer 25-m-Bahn wurde in zwei Abschnitten an einem Tag jeweils das komplette olympische Programm geschwommen. Die beiden punktbesten Mannschaften (berechnet anhand der FINA-Punktetabelle) der 2. Bundesligen (übergreifende Wertung) stiegen in die 1. Bundesliga auf. Die beiden letztplatzierten Mannschaften jeder Staffel (Plätze 11 und 12) stiegen in die höchste Landesverbandsliga ab. Stiegen aus der 1. Bundesliga mehr Mannschaften in eine Staffel der 2. Bundesliga ab, als aus dieser in die 1. Bundesliga aufstiegen, mussten so viele Mannschaften aus der betroffenen Staffel absteigen, dass jeder Staffel wieder 12 Mannschaften angehörten. Eine Schwimmerin durfte nur in vier Wettkämpfen starten, wobei eine Schwimmstrecke nur im Falle eines Nachschwimmens wiederholt werden durfte. Der Start im Nachschwimmen wurde auf die Anzahl der Starts der Schwimmerin angerechnet.

### Staffel Nord
Der Wettkampf fand am 3. Februar 2018 in Hamburg-Dulsberg in der dortigen Schwimmhalle des Landesleistungszentrum statt.
Für die punktbeste Einzelleistung der 2. Bundesliga Nord sorgte Josephine Tesch aus Berlin mit 800 Punkten über 800 m Freistil.
| Platz | Mannschaft                                  | Gesamt Punkte | 1. Abschnitt Punkte | 2. Abschnitt Punkte |
| ----- | ------------------------------------------- | ------------- | ------------------- | ------------------- |
| 01.   | Berliner TSC                                | 15.782        | 7.564               | 8.218               |
| 02.   | SG Stormarn Barsbüttel (N)                  | 15.352        | 7.651               | 7.701               |
| 03.   | Hamburger Schwimm-Club von 1879             | 14.601        | 7.364               | 7.237               |
| 04.   | Delmenhorster SV                            | 14.552        | 7.279               | 7.273               |
| 05.   | SC Delphin Lübeck                           | 14.469        | 7.196               | 7.273               |
| 06.   | SGS Bremerhaven (N)                         | 14.434        | 7.233               | 7.201               |
| 07.   | Swim-Team Stadtwerke Elmshorn               | 14.376        | 6.852               | 7.524               |
| 08.   | TWG 1861 Göttingen                          | 14.019        | 7.142               | 6.877               |
| 09.   | SG Region Oldenburg                         | 13.923        | 6.972               | 6.951               |
| 10.   | SG Osnabrück (N)                            | 13.094        | 6.528               | 6.566               |
| 11.   | SGS Hannover                                | 12.892        | 6.514               | 6.378               |
| 12.   | Wassersportfreunde von 1898 Hannover II (N) | 12.017        | 5.849               | 6.168               |

 Absteiger in die Landesverbandsebene

(N) Aufsteiger aus der Landesverbandsebene

### Staffel West
Der Wettkampf fand am 3. Februar 2018 im Zentralbad von Gelsenkirchen statt.
Für die punktbeste Einzelleistung der 2. Bundesliga West sorgte Jessica Steiger aus Gladbeck mit 836 Punkten über 100 m Brust.
| Platz | Mannschaft                     | Gesamt Punkte | 1. Abschnitt Punkte | 2. Abschnitt Punkte |
| ----- | ------------------------------ | ------------- | ------------------- | ------------------- |
| 01.   | VfL Gladbeck                   | 17.015        | 8.395               | 8.620               |
| 02.   | SG Bayer (A)                   | 16.385        | 8.288               | 8.097               |
| 03.   | SG Ruhr (N)                    | 15.663        | 7.847               | 7.816               |
| 04.   | SG Gladbeck/Recklinghausen (N) | 15.650        | 7.889               | 7.761               |
| 05.   | SG Essen II                    | 15.633        | 7.814               | 7.819               |
| 06.   | TPSK 1925                      | 15.434        | 7.519               | 7.915               |
| 07.   | SG Schwimmen Münster           | 15.432        | 7.754               | 7.678               |
| 08.   | 1. Paderborner SV              | 15.066        | 7.565               | 7.501               |
| 09.   | Wasserfreunde Bielefeld        | 14.871        | 7.432               | 7.439               |
| 10.   | Blau-Weiß Bochum *             | 14.521        | 7.392               | 7.129               |
| 11.   | SG Rhein-Erft Köln *           | 14.521        | 7.237               | 7.284               |
| 12.   | SG Gelsenkirchen               | 13.054        | 6.759               | 6.295               |

 Absteiger in die Landesverbandsebene

(A) Absteiger aus der 1. Bundesliga 2017

(N) Aufsteiger aus der Landesverbandsebene

(*) Bei gleicher Gesamtpunktzahl, entschied die größere Zahl an ersten Plätzen aller Wettkämpfe über die Platzierung.

### Staffel Süd
Der Wettkampf fand am 3. Februar 2018 im Hallenbad Kleinfeldchen von Wiesbaden statt.
Für die punktbeste Einzelleistung der 2. Bundesliga Süd sorgte Reva Foos aus Darmstadt mit 836 Punkten über 200 m Freistil.
| Platz | Mannschaft                | Gesamt Punkte | 1. Abschnitt Punkte | 2. Abschnitt Punkte |
| ----- | ------------------------- | ------------- | ------------------- | ------------------- |
| 01.   | SSG Leipzig               | 18.159        | 9.150               | 9.009               |
| 02.   | SG Stadtwerke München (A) | 17.399        | 8.683               | 8.716               |
| 03.   | DSW 1912 Darmstadt        | 17.179        | 8.666               | 8.513               |
| 04.   | SC Wiesbaden 1911         | 16.813        | 8.284               | 8.529               |
| 05.   | SG Region Karlsruhe (N)   | 16.076        | 8.017               | 8.059               |
| 06.   | SG Mittelfranken          | 16.040        | 8.516               | 7.524               |
| 07.   | SG Regio Freiburg         | 15.956        | 8.085               | 7.871               |
| 08.   | Swimteam HedDos           | 15.842        | 7.670               | 8.172               |
| 09.   | Hofheimer SC              | 15.716        | 7.967               | 7.749               |
| 10.   | SC Chemnitz 1892          | 15.448        | 7.773               | 7.675               |
| 11.   | EOSC Offenbach            | 15.027        | 7.535               | 7.492               |
| 12.   | SV Gelnhausen (N)         | 14.915        | 7.612               | 7.303               |

 Aufsteiger in die 1. Bundesliga 2019

 Absteiger in die Landesverbandsebene

(A) Absteiger aus der 1. Bundesliga 2017

(N) Aufsteiger aus der Landesverbandsebene

## Landesverbandsebene
Vom 28. Januar bis 25. Februar 2018 wurden die Wettkämpfe auf Landesebene durchgeführt, wo die Aufsteiger in die 2. Bundesliga ermittelt wurden.

### Modus
Die Wettkämpfe auf Landesebene wurden auf einer 25-m-Bahn an einem Tag durchgeführt. Dabei wurde in zwei Abschnitten jeweils das komplette olympische Programm geschwommen. Die beiden punktbesten Mannschaften (berechnet anhand der FINA-Punktetabelle) jeder Region (Nord, West und Süd) stiegen in die 2. Bundesliga auf. Stiegen mehr Mannschaften aus einer Staffel der 2. Bundesliga in die 1. Bundesliga auf, als in diese abstiegen, stiegen so viele nächstplatzierte Mannschaften aus der zugehörigen Landesverbandsregion in die 2. Bundesliga auf, dass dieser Staffel wieder 12 Mannschaften angehörten. Eine Schwimmerin durfte nur in vier Wettkämpfen starten, wobei eine Schwimmstrecke nur im Falle eines Nachschwimmens wiederholt werden durfte. Der Start im Nachschwimmen wurde auf die Anzahl der Starts der Schwimmerin angerechnet.

### Aufsteiger
| Mannschaft                          | Punkte | Landesverband                      |
| ----------------------------------- | ------ | ---------------------------------- |
| Staffel Nord                        |        |                                    |
| TV Jahn Wolfsburg                   | 13.772 | Landesschwimmverband Niedersachsen |
| TSG Huchting/Blumenthal Bremen      | 13.243 | Landesschwimmverband Bremen        |
| Staffel West                        |        |                                    |
| Schwimm- und Sportfreunde Bonn 1905 | 14.847 | Schwimmverband Nordrhein-Westfalen |
| SG Essen III                        | 14.734 | Schwimmverband Nordrhein-Westfalen |
| Staffel Süd                         |        |                                    |
| Neckarsulmer Sport-Union            | 17.108 | Schwimmverband Württemberg         |
| SG EWR Rheinhessen-Mainz            | 15.181 | Südwestdeutscher Schwimmverband    |
| SV Würzburg 05 II                   | 15.044 | Bayerischer Schwimmverband         |
| 1. Dresdner Schwimmgemeinschaft     | 14.994 | Sächsischer Schwimm-Verband        |